# Tân Thanh Tây
Tân Thanh Tây là một xã thuộc huyện Mỏ Cày Bắc, tỉnh Bến Tre, Việt Nam.
Xã Tân Thanh Tây có diện tích 10,34 km², dân số năm 1999 là 6.603 người, mật độ dân số đạt 639 người/km².
Xã này nằm ở vùng Đồng bằng sông Cửu Long, một khu vực nổi tiếng với hệ thống sông ngòi chằng chịt và nền kinh tế chủ yếu dựa vào nông nghiệp, đặc biệt là trồng dừa, cây ăn trái và nuôi trồng thủy sản. Huyện Mỏ Cày Bắc được tách ra từ huyện Mỏ Cày cũ vào năm 2009, và Tân Thanh Tây là một trong những xã trực thuộc huyện này.
Tân Thanh Tây có vị trí địa lý khá thuận lợi, gần các tuyến giao thông đường bộ và đường thủy, giúp kết nối với các khu vực lân cận như thị trấn Mỏ Cày hay thành phố Bến Tre.